# Glimbohavet
Glimbohavet är en sjö i Norbergs kommun i Västmanland och ingår i Norrströms huvudavrinningsområde.